# Oswald Zappelli
Oswald Zappelli   (Lausana, 27 d'octubre de 1913 - Lausana, 3 d'abril de 1968) va ser un tirador d'esgrima suís, especialista en espasa, que va competir en els anys posteriors a la Segona Guerra Mundial.
El 1948 va prendre part en els Jocs Olímpics d'Estiu de Londres, on disputà dues proves del programa d'esgrima. En la prova d'espasa individual guanyà la medalla de plata, mentre en la d'espasa per equips quedà eliminat en quarts de final. Quatre anys més tard, als Jocs de Hèlsinki, guanyà la medalla de bronze en les proves d'espasa individual i espasa per equips.